# 光へ (ゾンビランドサガの曲)
『光へ』（ひかりへ）は、2018年11月28日に発売されたフランシュシュのシングル。表題曲である同曲は、2018年10月から12月にかけて放送されていたテレビアニメ『ゾンビランドサガ』のエンディングテーマとなっている。
同日、同アニメのオープニングテーマである『徒花ネクロマンシー』も発売された。

## 概要
MAPPA、エイベックス・ピクチャーズ、Cygames共同企画による日本のテレビアニメ作品『ゾンビランドサガ』のアニメソングCDシングル。作詞を古屋真、作曲を山下洋介が手がけた。発売元はエイベックス・ピクチャーズ。

## シングル収録内容
| #         | タイトル                                 | 作詞      | 作曲・編曲 | 時間  |
| --------- | ---------------------------------------- | --------- | ---------- | ----- |
| 1.        | 「光へ」(歌：フランシュシュ)             | 古屋真    | 山下洋介   | 3:32  |
| 2.        | 「ゼリーフィッシュ」(歌：アイアンフリル) | 唐沢美帆  | 山田竜平   | 4:41  |
| 3.        | 「光へ」(Instrumental)                   |           |            | 3:32  |
| 4.        | 「ゼリーフィッシュ」(Instrumental)       |           |            | 4:40  |
| 合計時間: | 合計時間:                                | 合計時間: | 合計時間:  | 16:25 |

### ユニットメンバー
1. ↑  源さくら（本渡楓）、二階堂サキ（田野アサミ）、水野愛（種田梨沙）、紺野純子（河瀬茉希）、ゆうぎり（衣川里佳）、星川リリィ（田中美海）
2. ↑  詩織（徳井青空）、ユイ（金子千紗）、真琴（日野向葵）、ひかり（真央）、じゅりあ（遠野まゆ）